# Danielle Jadelyn
Danielle Jadelyn (hebräisch דניאל ג'יידלין; * 1983 in Israel) ist eine britisch-israelische Schauspielerin und Filmemacherin.

## Leben und Karriere
Jadelyn wuchs in Israel auf. Sie studierte 2006 an der Arts Educational School in London. Ihr Debüt gab sie 2007 in det Fernsehserie Skins – Hautnah. Anschließend spielte sie 2011 in der Serie Yaldey Rosh Ha-Memshala mit. 
Außerdem trat sie 2012 in dem Film Dirizhyor  auf. Unter anderem schrieb Jadelyn 
2013 mit der israelischen Regisseurin Veronica Kedar einen Kurzfilm mit dem Titel Bunny Love. Der Kurzfilm wurde auf verschiedenen Festivals gezeigt.
Danach drehte sie 2014 den Film Folie à Trois, der auf dem israelischen Utopia-Filmfestival gezeigt wurde. 2016 bekam sie in dem Film JeruZalem eine Hauptrolle.

## Filmografie (Auswahl)
Filme
- 2011: Morning Ms. Meth
- 2012: Dirizhyor
- 2016: JeruZalem
- 2016: No Bloode

Serien
- 2007: Skins – Hautnah
- 2011: Yaldey Rosh Ha-Memshala